# Rodolfo Falcón

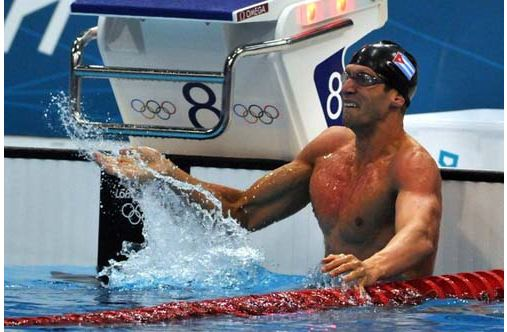
Rodolfo Falcón (1996)

Rodolfo Antonio Falcón Cabrera (* 25. Oktober 1972 in Havanna) ist ein ehemaliger kubanischer Schwimmer, der eine olympische Silbermedaille gewann. Bei Panamerikanischen Spielen erhielt er eine Goldmedaille sowie je zwei Silber- und Bronzemedaillen.

## Karriere
Rodolfo Falcón gewann seine erste internationale Medaille 1990 bei den Zentralamerika- und Karibikspielen, als er Gold über 200 Meter Rücken sowie Silber über 100 Meter Rücken und mit der Lagenstaffel gewann. 1991 fanden die Panamerikanischen Spiele in Havanna statt. Falcón wurde Fünfter über 200 Meter Rücken, Zweiter über 100 Meter Rücken und Dritter mit der Lagenstaffel. 1992 bei den Olympischen Spielen in Barcelona verfehlte er über 200 Meter Rücken den Finaleinzug um 0,02 Sekunden und wurde als Sieger des B-Finales Neunter der Gesamtwertung. Über 100 Meter Rücken erreichte er das A-Finale und wurde Siebter.
1993 gewann Falcón bei drei internationalen Meisterschaften Medaillen. Bei der Universiade in Buffalo siegte er über 100 Meter und über 200 Meter Rücken. Bei den Zentralamerika- und Karibikspielen gewann er ebenfalls beide Rückenwettbewerbe und erhielt außerdem Goldmedaillen mit der Lagenstaffel und mit der 4-mal-200-Meter-Freistilstaffel. Im Dezember 1993 fanden die ersten Kurzbahnweltmeisterschaften statt und Falcón wurde Dritter über 100 Meter Rücken, auf beiden Rückenstrecken siegte Tripp Schwenk aus den Vereinigten Staaten. 1994 erreichte Falcón den 13. Platz über 200 Meter Rücken und den sechsten Platz über 100 Meter Rücken bei den Weltmeisterschaften in Rom.
Bei den Panamerikanischen Spielen 1995 in Mar del Plata belegte Falcón über 100 Meter Rücken den dritten Platz hinter Jeff Rouse und Tripp Schwenk aus den Vereinigten Staaten. Über 200 Meter Rücken siegte Brad Bridgewater aus den Vereinigten Staaten und Falcón erhielt die Silbermedaille. Ende 1995 siegte Falcón bei den Kurzbahnweltmeisterschaften 1995 über beide Rückenstrecken. 1996 bei den Olympischen Spielen in Atlanta wurde der 100-Meter-Rücken-Wettbewerb zuerst ausgetragen. Jeff Rouse gewann mit 0,88 Sekunden Vorsprung auf Rodolfo Falcón, der seinerseits 0,04 Sekunden vor seinem Landsmann Neisser Bent anschlug. Über 200 Meter Rücken erreichte Falcón das A-Finale, kam aber dann abgeschlagen als Letzter zum Ziel.
1997 belegte Falcón den vierten Platz über 100 Meter Rücken bei den Kurzbahnweltmeisterschaften 1997 in einem Rennen, das Neisser Bent gewann. 1998 schwamm Falcón bei den Weltmeisterschaften in Perth auf den fünften Platz über 100 Meter Freistil. Bei den Zentralamerika- und Karibikspielen 1998 gewann Falcón zwei Goldmedaillen über 100 Meter Rücken und mit der Lagenstaffel. Im April 1999 bei den Kurzbahnweltmeisterschaften 1999 in Hongkong siegte Falcón über 50 Meter Rücken und über 100 Meter Rücken. Bei den Panamerikanischen Spielen in Winnipeg erhielt Falcón die Goldmedaille über 100 Meter Rücken. Im März 2000 gewann Falcón Bronze über 50 Meter Rücken und Silber über 100 Meter Rücken bei den Kurzbahnweltmeisterschaften 2000. Bei den Olympischen Spielen 2000 in Sydney und den Weltmeisterschaften 2001 in Fukuoka erreichte Falcón keinen Endlauf mehr.